# Jean-Baptiste Boyer d'Éguilles
Pour les articles homonymes, voir Boyer.
Jean-Baptiste II de Boyer, seigneur d'Éguilles, et de Vacquières et Joyeuse-Garde (à St-Martin et Mouriès), est un érudit et parlementaire provençal, né à Aix-en-Provence le 21 décembre 1645 et mort dans la même ville le 4 octobre 1709.

## Biographie
Fils de Vincent de Boyer d’Éguilles de Malherbe (1618-1659), conseiller au Parlement d’Aix, et Madeleine de Forbin de Maynier d'Oppède (1630-1671), Jean-Baptiste de Boyer, second du nom, fut célèbre en son temps pour son cabinet de curiosité et pour avoir été commanditaire de nombreuses œuvres d'art.
En effet, conseiller au parlement de Provence dès 1677, Boyer possédait l’un des plus riches cabinets de sa ville d'Aix-en-Provence. On y voyait un grand nombre d'œuvres originales qui témoignaient de son goût pour la peinture italienne ; pièces significatives de Raphaël, Andrea del Sarto, Titien, Michel-Ange Caravage, de Paul Véronèse, du Corrège, Carracci, du Tintoret, du Guide, Nicolas Poussin, Sébastien Bourdon, Eustache Lesueur, Pierre Puget, Rubens, Antoine Van Dyck, etc.

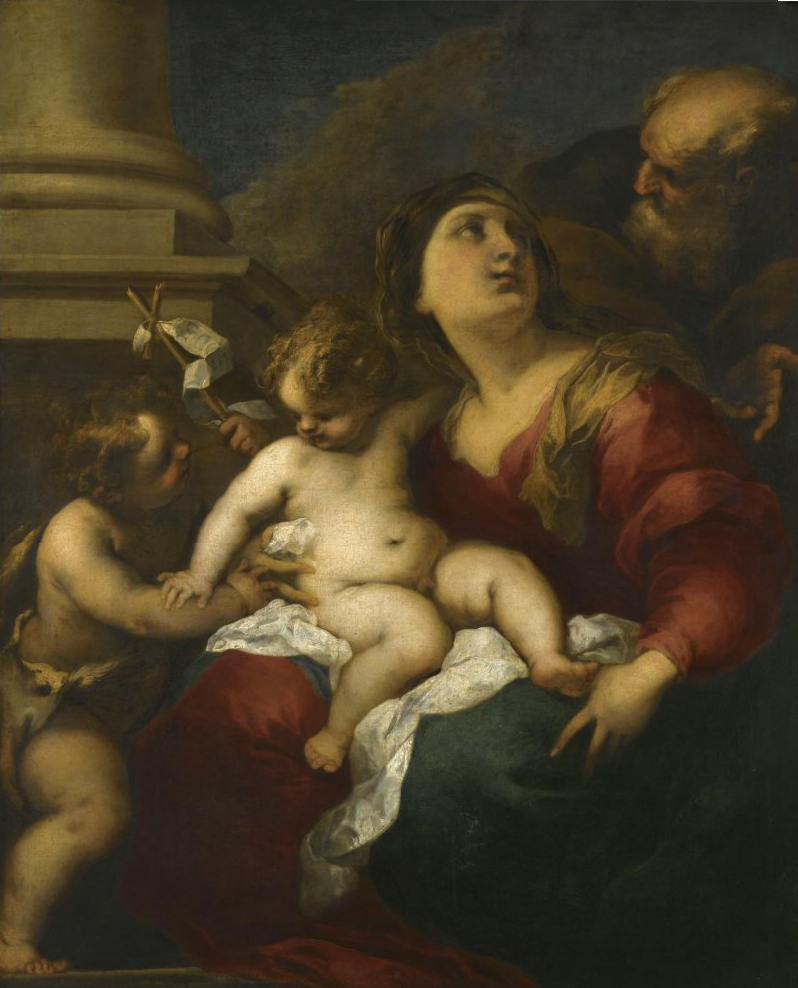
Valerio Castello, « La Sainte famille avec Saint Jean Baptiste enfant ». Ancienne collection Boyer d'Éguilles - Londres, commerce d'art en 2009.

Il avait gravé lui-même plusieurs de ces tableaux qu’on trouve dans la première édition de ses estampes, publiée en 1709, par Jacques Cœlemans (Anvers, ? - Aix-en-Provence, 1735) et par Barras, et qui ne se trouvent plus dans la seconde édition donnée par Mariette.
Dans son « Voyage du Levant », Pitton de Tournefort loue plus le collectionneur que la collection :

« Étant arrivé à Aix, nous allâmes saluer M. Boyer d'Eguilles, conseiller au Parlement, et nous fûmes bien moins touché de ses tableaux, quelque rares qu'ils soient, que nous ne le fûmes de son mérite ce savant magistrat n'excelle pas seulement dans la connaissance de l'antiquité, il a naturellement ce goût exquis du dessin qui rend si recommandables les grands hommes de ce genre. M. d'Éguilles a fait graver une partie de son cabinet en cent grandes planches, d'après les originaux de Raphaël, d'André del Sarto, de Titien, de Michel-Ange, de Caravage, de Paul Véronèse, de Carrache, de Tintoret, du Guide, de Poussin, de Bourdon, de Lesueur, de Puget, de Valentin, de Rubens, de Van Dyck et d'autres peintres fameux. Ce magistrat me permettra-t-il de dire qu'il a gravé lui-même quelques-unes de ces planches, que les frontispices des deux volumes qui composent ce recueil, sont de son invention, qu'il a conduit le graveur pour la fidélité des contours et pour la force de l'expression. Un homme de qualité, qui remplit d'ailleurs les devoirs de sa charge, ne saurait se délasser plus noblement. »

En 1678, Jean-Baptiste Boyer reprend la suite de son père, qui avait bâti, à partir de 1657 le château d’Éguilles (aujourd’hui mairie d’Éguilles). Il suit les dessins du célèbre architecte Pierre Puget et réalise les aménagements intérieurs.
Il épousa à Draguignan, le1er avril 1671, Jeanne-Marie Surle, dame d'Argens (v.1650-v. 1720), l'un des plus riches partis de sa région.
Ses enfants furent : 
- Marie-Madeleine (1672-1751)
- Vincent (né en 1673)
- Jeanne (née en 1674)
- Marie-Thérèse (1675-1749)
- Julie (née en 1678)
- Elzéard (né en 1680)
- Pierre-Jean de Boyer d'Éguilles, sgr. d'Eguilles et 1er marquis d'Argens en 1722 (1682-1757) : père de Jean-Baptiste (III) de Boyer, 2e marquis d'Argens (1703-1771), et d'Alexandre Jean-Baptiste de Boyer, sire d'Eguilles (1708-1783)
- François (né en 1685)
- Anne (née en 1687)
- Anne (née en 1689)
- Élisabeth (née en 1691)

## Iconographie
Le portrait de Jean-Baptiste Boyer d'Éguilles a été peint par Hyacinthe Rigaud en 1690 contre 300 livres.
L’œuvre est typique de ces grands portraits peints à la Van Dyck et figurant les riches bourgeois de Lyon que le Catalan côtoya durant son séjour dans cette ville. Mariette, trouvera le tableau « l’un des plus excellens » de Rigaud. Il poursuit en notant que « cette date [1689, sic] fait connoître que cet homme rare que l’on vient de perdre a commencé de fort bonne heure à se distinguer ; car à peine avoit-il trante ans ». Boyer d’Éguilles est présenté dans une attitude reposée, en habit de ville, debout dans un parc dont on devine le paysage en fond. Un grand et lourd rideau (sans pompons) ferme la perspective, tandis que le modèle s’accoude à un élément d’architecture (simple mur de pierre à peine mouluré), le coude posé sur un pan de son manteau, ce qui lui permet de le retenir. L’autre main est délicatement ouverte, vers l’extérieur opposé de la composition, suivant la rhétorique d’une gestuelle particulièrement élégante.
Le tableau a été gravé en 1697 par Coelemans. L'estampe fut reprise par Gravé par Cornelis Martinus Vermeulen, élève de Cœlemans, pour être placée dans le recueil des tableaux de Boyer d’Éguilles de Mariette, dans un « plus petit format, mais exécuté d’une meilleure manière » selon Hulst,.